# Abramovic V.V. Meffert
Viktoria Vikentievna Meffert-Abramovich (1889 - 1947) fue un botánico alemán, que migró a Rusia. Mefferet describió en 1941 una de las sinonimia de Rosa, Hulthemosa × kopetdaghensis que es una de las especies implicadas en la renominación al género Rosa.